# Lužine (Federacja Bośni i Hercegowiny)
Lužine – wieś w Bośni i Hercegowinie, w Federacji Bośni i Hercegowiny, w kantonie środkowobośniackim, w gminie Fojnica. W 2013 roku liczyła 194 mieszkańców, z czego większość stanowili Chorwaci.